# Immortalisierung
Die Immortalisierung bezeichnet in der Zellbiologie eine Methode, welche die Zellteilungsfähigkeit erhält. 

## Eigenschaften
Die Immortalisierung erfolgt durch eine Aufhebung der Begrenzung der Anzahl von Zellteilungen in einer Zelle, die als Hayflick-Grenze bezeichnet wird. Immortalisierte Zellen können sich im Gegensatz zu gewöhnlichen Zellen beliebig häufig teilen und lassen sich in Zellkultur theoretisch unbegrenzt vermehren, woher die Bezeichnung immortal ‚unsterblich‘ stammt. Dieses unbegrenzte Zellwachstum kann erreicht werden durch z. B. 
- Infektion mit bestimmten Viren (manche Herpesviren, darunter das Epstein-Barr-Virus und das Herpesvirus saimiri, sowie das SV40-Virus, HTLV), 
- durch Transfektion mit immortalisierenden Genen oder Proteinen (z. B. großes T-Antigen des SV40-Virus, Adenovirus E1A, transgene hTERT oder Papillomvirus E7 mit hTERT) 
- oder durch Fusion mit Tumorzellen im Rahmen der Hybridom-Technik.
Spontan kommt eine Immortalisierung bei Krebs vor, z. B. durch manche Onkogene und mutiertes p53. Bei einer Immortalisierung kann es zu einer Dedifferenzierung der Zellen kommen. Nicht jede immortalisierte Zelllinie kann sich unbegrenzt teilen, wenn auch die Anzahl maximaler Zellteilungen erhöht ist.
Einen immortalisierten Grenzfall zwischen Zelllinien und normalen Zellen bilden konditional reprogrammierte Zellen, die sich unbegrenzt teilen können, solange zwei Faktoren hinzugegeben werden – Fütterzellen und der Inhibitor der Rho-Kinase Y-27632.